# بيث هارت
بيث هارت (بالإنجليزية: Beth Hart)‏ هي رسامة وملحنة ومغنية مؤلفة ومغنية وموسيقية أمريكية، ولدت في 24 يناير 1972 في لوس أنجلوس في الولايات المتحدة.

## وصلات خارجية
- الموقع الرسمي
- بيث هارت على موقع IMDb (الإنجليزية)
- بيث هارت على موقع ميوزك برينز (الإنجليزية)
- بيث هارت على موقع أول ميوزيك (الإنجليزية)
- بيث هارت على موقع ديسكوغز (الإنجليزية)
- بيث هارت على موقع قاعدة بيانات الفيلم (الإنجليزية)